# Neotrygon kuhlii
Neotrygon kuhlii · Raie pastenague à points bleus
Espèce
Synonymes
- Dasyatis kuhlii (Müller & Henle, 1841)
- Trygon kuhlii Müller & Henle, 1841

Statut de conservation UICN

 DD  : Données insuffisantes
 Neotrygon kuhlii, communément nommé Raie pastenague à points bleus, est une espèce de poissons marins de la famille des Dasyatidae.
La Raie pastenague à points bleus est présente dans les eaux tropicales de l'Indo-Ouest Pacifique, Mer Rouge incluse.

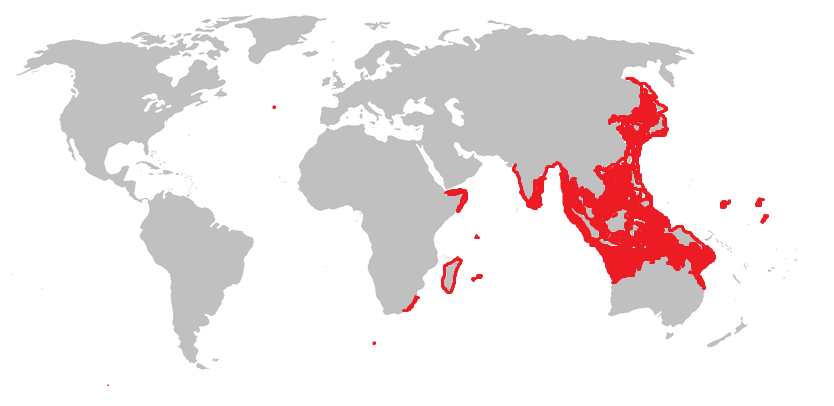
Aire de répartition de la raie pastenague à points bleus

Le diamètre de son disque peut avoir une taille maximale de 80 cm mais la dimension moyenne observable est de l'ordre de 40 cm ,.

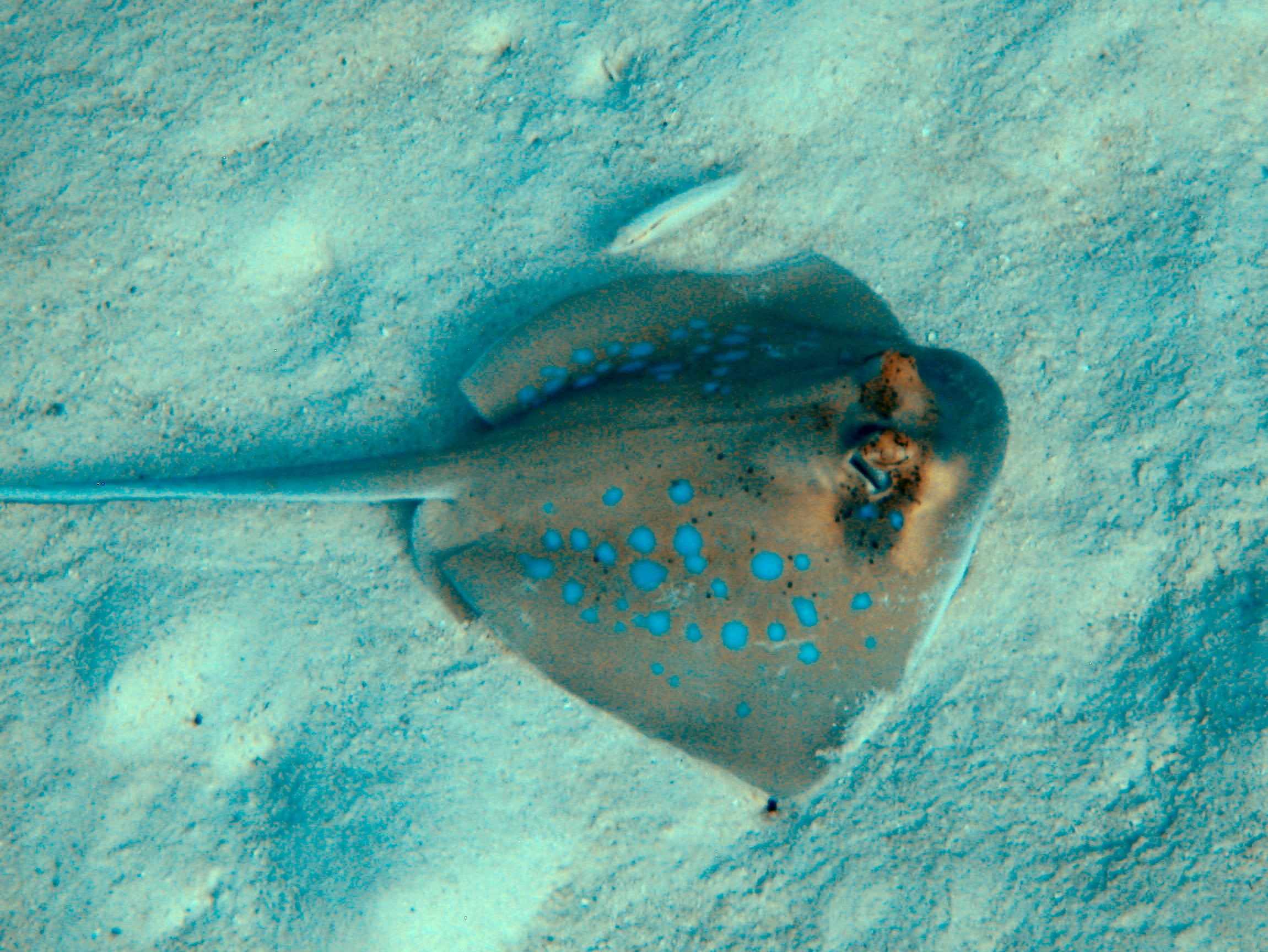
Neotrygon kuhlii, îles Similan, Thaïlande